# 祖國黨 (亞塞拜然)
祖國黨 (亞拜塞然語: Ana Vətən Partiyası,簡稱AVP)是亞塞拜然的一個政黨，成立於1990年11月24日，1992年8月11日正式向政府註冊。截至2015年時，祖國黨總共有20000名黨員，該黨的意識形態為民族保守主義與國家主義，政治立場為中間偏右。黨魁為法扎爾·阿加瑪利。

## 歷史
法扎爾·阿加瑪利在1988年至1990年間積極參與亞塞拜然獨立運動，是亞塞拜然人民陣線的重要人物。然而，在黑色一月大屠殺後，他與亞塞拜然人民陣線其他的領導高層發生分歧。導致法扎爾·阿加瑪利最後離開亞塞拜然人民陣線，法扎爾·阿加瑪利的支持者便要求組建一個新政黨。因此，1990年11月24日就召開祖國黨成立大會，法扎爾·阿加瑪利當選為祖國黨黨主席。
祖國黨加入了為1991年亞塞拜然總統選舉而成立的在野黨集團，在1992年亞塞拜然總統選舉之後，該黨支持並加入了亞塞拜然總統當選人阿布法茲·埃利奇別伊領導的政府。在蓋達爾·阿利耶夫於1993年擔任亞塞拜然總統後，祖國黨也加入其所組成的政府。祖國黨主席法扎爾·阿加瑪利曾經擔任該兩任總統之政府中的勞動和人口社會保障部部長。
祖國黨積極參加亞塞拜然國民議會選舉，該黨先後於1995年、2000年、2005年、2010年、2015年、2020年在亞塞拜然國民議會中佔有席位。

## 目標
祖國黨的目標是建立一個“自由、強大、民主和完整的亞塞拜然”。